# فانور آریزابالتا آرزایوس
فانور آریزابالتا آرزایوس (انگلیسی: Phanor Arizabaleta-Arzayus; ۱۲ مهٔ ۱۹۳۸ – ۳ آوریل ۲۰۱۶) قاچاقچی مواد مخدر اهل کلمبیا بود. او یکی از اعضای کارتل کالی و پنجمین فرد مهم در زنجیرهٔ فرماندهی بود.
آریزابالتا مسئول آدم‌ربایی و اخاذی برای کارتل کالی بود و در ۸ ژوئیهٔ ۱۹۹۵ به مقامات کلمبیا تسلیم شد. او توسط دولت کلمبیا به ۲۸ سال زندان و پرداخت ۱۰۰٫۰۰۰ دلار آمریکا به عنوان مجازات محکوم شد. آریزابالتا همچنین با اتهامات قاچاق غیرقانونی مواد مخدر، ۶۰ سال حبس، مواجه شد.
در دوران زندان، او با کمک یکی از نگهبانان اقدام به فرار کرد، اما پلیس ملی کلمبیا آریزابالتا را در ۱۵ آوریل ۱۹۹۷ در شهر ویلاگورگونا، بخش بایه دل کائوکا دستگیر کرد.
وی در ۳ آوریل ۲۰۱۶ در سن ۷۸ سالگی در مرکز پزشکی ایمباناکو در کالی کلمبیا بر اثر حملهٔ قلبی درگذشت.